# إبراهام جي. هوستتلر
إبراهام جي. هوستتلر هو سياسي أمريكي، ولد في 22 نوفمبر 1818 في مقاطعة واشنطن في الولايات المتحدة، وتوفي في 24 نوفمبر 1899. نشط حزبياً في الحزب الديمقراطي. وقد انتخب عضو مجلس ولاية إنديانا ‏ وانتخب عضو مجلس النواب الأمريكي.